# 정휘
정휘(鄭暉, 1305년 ~ ?)는 고려 말기의 문신으로, 본관은 경주(慶州)이다. 정희계(鄭熙啓)의 아버지이다.

## 생애
일찍이 원의 행성원외랑(行省員外郞)을 역임했으나, 1356년(공민왕 5) 고려가 압록강 서쪽의 8참(站)을 공격할 때 서북면병마사(西北面兵馬使)에 임명된 것으로 보아, 공민왕(恭愍王)의 반원 정책에 동조한 듯하다.
1358년(공민왕 7) 추밀원부사(樞密院副使)에 임명되어 재추의 반열에 들어갔고, 같은 해 삭방도군민만호부(朔方道軍民萬戶府)의 만호(萬戶)를 겸했다가, 이듬해 동지추밀원사(同知樞密院事)로 승진했다.
1361년(공민왕 10) 홍건적의 2차 침입 때에는 동북면도지휘사(東北面都指揮使)에 임명되었다.
이후 홍주목사(洪州牧使)를 거쳤다가, 문하평리(門下評理)에 이르렀고, 월성군(月城君)에 봉해졌다.

## 가족 관계
- 증조 - 정교(鄭僑)[7] : 사재경(司宰卿)
  - 조부 - 정공단(鄭公但)[7] : 삼사정랑(三司正郎)[8]
    - 아버지 - 정자초(鄭子楚)[7] : 유비창승(有備倉丞)
    - 어머니 - 미상
      - 부인 - 도첨의중찬(都僉議中贊)·판전리사사(判典理司事)·화평부원군(輸化平府院君), 충숙공(忠肅公) 김심(金深, 1262년 ~ 1338년)의 7녀[7][9]
        - 외아들 - 정희계(鄭熙啓, ? ~ 1395년) : 판한성부사(判漢城府事)·계림군(雞林君), 양경공(良景公)